# Carles II el Magnànim
Carles II d'Alençon. conegut també com a Carles II el Magnànim, nascut el 1297, mort el 26 d'agost de 1346, fou el segon fill de Carles I de Valois, i de Margarida d'Anjou i, per tant, germà del rei de França Felip VI de França. Fou comte de Perche, de Chartres i d'Alençon.

## Biografia
Feu les seves primeres armes a Guiena sota les ordres del seu pare i va mostrar al seu primer setge un gran valor que va portar fins a una temeritat cega (1324).
A la mort del seu pare el 16 de desembre de 1325 el seu germà Lluís de Valois, va rebre el comtat de Chartres, el comtat d'Alençon i les terres de Châteauneuf-en-Thymerais, i Carles les terres de Champrond i Senonches i el comtat de Perche, conforme a un acord de repartiment fet pel seu pare el 20 de maig de 1314; però a la mort de Lluís els comtats de Chartres i Alençon i la senyoria de Châteauneuf-en-Thymerais van passar al seu germà gran Felip VI de França que els va cedir a Carles l'abril de 1329
Va participar en la batalla de Cassel (1328) i a la conquesta de Saintes (1330). El seu germà Felip va esdevenir rei de França el 1328, però el rei d'Anglaterra Eduard III va reivindicar la corona i va refusar l'homenatge. Felip VI el va anomenar tinent general del regne i l'envia tapar una rebel·lió a Saintes, fomentada pels anglesos, i s'apodera de diversos llocs forts, entre els quals la mateixa Saintes.
Va intervenir llavors el 1339 a Cambrai i el 1340 a Tournai. El duc Joan III de Bretanya va morir el 1341 i la guerra de successió de Bretanya va esclatar entre la seva neboda Joana de Penthièvre, sostinguda pels francesos, i Joan II de Montfort, sostingut pels anglesos. Felip VI li va donar la fortalesa de L'Aigle que havia confiscat a Joan de Montfort.
Va participar en la batalla de Crécy (26 d'agost de 1346), on manava l'avantguarda i en la qual va morir.

## Matrimonis i fills
L'abril de 1314, es va casar amb Joana, comtessa de Joigny, que va morir el 24 de setembre de 1336 sense posteritat.
El desembre de 1336, es va casar en segones noces amb Maria de la Cerda (vers 1319-19/11/1379) dita Maria de Castella, senyora de Lunel, filla de Ferran de Castella (1275-1322), senyor de la Cerda, i de Joana Núñez dita «la Palomilla» (La Colometa 1286-1351), senyora de Lara. Maria de la Cerda era vídua en primeres noces de Carles d'Évreux (1305-1336), comte d'Étampes. Es coneixen almenys sis fills procedents de la unió de Carles d'Alençon i de Maria de la Cerda:
- Carles III d'Alençon (1337 † 1375), comte d'Alençon, després arquebisbe de Lió
- Felip d'Alençon (1339 † 1397), elegit bisbe de Beauvais però no va ser consagrat, després arquebisbe de Rouen, i després cardenal.
- Pere II el Noble († 1404), comte d'Alençon, de Perche i de Porhoët
- Isabel († Poissy, 3 de setembre de 1379), monja al priorat de Saint-Louis a Poissy;
- Robert († 1377), comte de Perche (1367) qui es va casar amb Joana de Rohan el 1374, de la que va tenir un fill: Carles (+ jove, abans del seu pare);
- Isabela (nascuda pòstumament després del 26 d'agost de 1346).